# Parc Nacional de Samur-Yalama
El Parc Nacional de Samur-Yalama (en àzeri: Samur-Yalama Milli Parkı) és un parc nacional a l'Azerbaidjan. Va ser establert pel decret del President de l'Azerbaidjan, Ilham Alíev, en una zona del districte de Xaçmaz l'5 de novembre de 2012. Té una superfície de 117,72 quilòmetres quadrats.